# 根纳季·齐普卡洛夫
 根纳季·尼古拉耶维奇·齐普卡洛夫 （俄语：Геннадий Николаевич Цыпкалов；1973年6月21日—2016年9月24日）是卢甘斯克人民共和国的政治和军事人物。在2014年5月瓦列里·博洛托夫養傷的期間，他代理其人民总督（People's Governor）的職務。該國官员称，齐普卡洛夫已经自杀。，但根據一些被該國總統伊戈尔·普罗特尼茨基解雇的官員，齐普卡洛夫是被該國领导人谋杀的。